# 1995 QH2
1995 QH2 är en asteroid i huvudbältet som upptäcktes den 24 augusti 1995 av de båda japanska astronomerna Takeshi Urata och Yoshisada Shimizu vid Nachi-Katsuura-observatoriet.
Asteroiden har en diameter på ungefär 2 kilometer.